# Histoire philatélique et postale de Guam
L’histoire philatélique et postale de l'île de Guam, dans l'océan Pacifique est liée à celle des Philippines au temps de la colonisation espagnole et de l'occupation japonaise pendant la Guerre du Pacifique, des États-Unis d'Amérique depuis 1898. Elle possède également une particularité : l'existence d'une poste locale au début des années 1930.
L'administration postale américaine émettant à Guam les mêmes timbres-poste qu'aux États-Unis, ce sont les oblitérations qui permettent de distinguer et collectionner les courriers en provenance de l'île. Des années 1930 aux années 1970, pendant l'établissement des lignes aériennes trans-pacifiques, les escales des premiers vols ont fait l'objet d'oblitérations commémoratives aux escales, dont Guam a fait partie.

## Colonisation espagnole
Au temps de l'empire colonial espagnol, Guam fait partie des îles Mariannes que l'Espagne revendique depuis le XVIe siècle. Y ont cours les timbres des Philippines à l'effigie du roi Alphonse XII de 1876 à 1882, des armoiries espagnoles de 1881 à 1888, et au profil d'Alphonse XIII enfant à partir de 1890.
Après la victoire des États-Unis dans la guerre de 1898, par le traité de Paris de décembre 1898, l'Espagne leur vend l'île de Guam conquise en juin 1898 alors que les autres îles Mariannes sont cédés à l'Empire allemand.

## Territoire des États-Unis

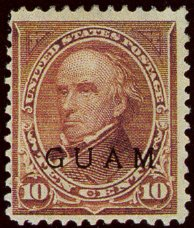
Timbre surchargé de 1899 à l'effigie du secrétaire d'État Daniel Webster.

En 1899, lorsqu'elle commence à administrer l'île, l'US Navy émet onze timbres-poste surchargés « GUAM ». Il s'agit de la série d'usage courant à l'effigie des présidents des États-Unis et personnalités importantes du pays aux types de 1890-1893 complétés de nouveaux portraits en 1894. Les valeurs et couleurs utilisées pour Guam sont issues des deux émissions de 1895 et de 1898-1899.
| Valeur et couleur                        | Personnalités       |
| ---------------------------------------- | ------------------- |
| Timbres émis aux États-Unis en 1895      |                     |
| 2 cents carmin                           | George Washington   |
| 3 cents violet                           | Andrew Jackson      |
| 8 cents brun-violet                      | William Sherman     |
| 50 cents rouge-orange                    | Thomas Jefferson    |
| 1 dollar noir                            | Oliver Hazard Perry |
| Timbres émis aux États-Unis en 1898-1899 |                     |
| 1 cent vert                              | Benjamin Franklin   |
| 4 cents brun-rouge                       | Abraham Lincoln     |
| 5 cents bleu                             | Ulysses Grant       |
| 6 cents brun-carminé                     | James Garfield      |
| 10 cents brun                            | Daniel Webster      |
| 15 cents vert-olive                      | Henry Clay          |

Rapidement, les habitants de Guam, militaires de la base navale de la Navy et autochtones Chamorros, doivent utiliser les timbres des États-Unis tels quels à partir de mars 1901 quand l'United States Post Office Department prend en charge le service postal de l'île. Depuis, seul le lieu d'oblitération signale l'origine du pli. Cette situation est commune à plusieurs autres territoires non-incorporés insulaires comme les îles Mariannes du Nord depuis 1944, les îles Vierges américaines depuis 1917, Porto Rico depuis 1900, les Samoa américaines depuis 1899. Pour Guam, deux périodes font exception dans ce régime philatélique : la poste locale au début des années 1930 et l'occupation japonaise pendant la guerre du Pacifique.
Guam est le sujet d'un seul timbre des États-Unis. Il est émis le 1er juin 2007 dans la série de poste aérienne Scenic American Landscapes (Paysages scéniques américains), en cours depuis 1999. Le 90 cents reproduit la photographie au soleil couchant d'une plage, avec à l'arrière-plan la baie d'Hagåtña (légende : « Hagåtña Bay, Guam »).
Néanmoins, l'île est localisée sur les cartes d'opérations militaires qui illustrent les grandes vignettes centrales des feuillets de dix timbres créés pour le cinquantenaire de chaque année de la Seconde Guerre mondiale de 1991 à 1995 : il est ainsi rappelé la conquête par le Japon en 1941, que ce fut un des points de départ de la flotte japonaise dans l'attaque de Midway et qu'elle est reconquise en 1944.

### L'épisode de la poste locale

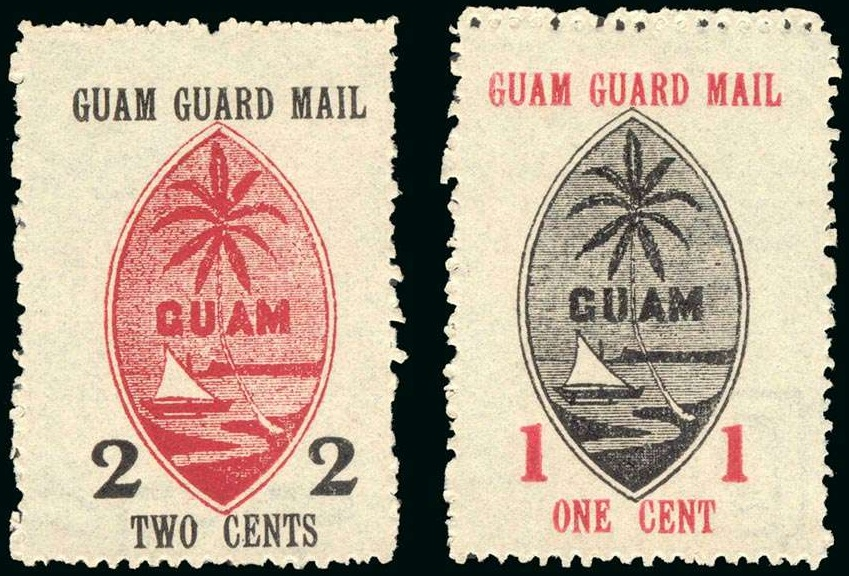
Les deux timbres de juin 1930

Le bureau établi par l'US Post Office Department se limite jusqu'aux années 1930 à l'expédition et réception de courrier à partir de Guam vers l'extérieur. C'est pour pouvoir délivrer du courrier à l'intérieur de l'île que le gouverneur militaire Willis W. Bradley Jr. crée une poste locale en 1930 en utilisant les hommes de la Guam Guard,.
Des timbres sont émis pour le paiement de ce service. En avril, deux timbres des Philippines sont surchargés « GUAM / GUARD / MAIL » : le 2 cents vert à l'effigie de José Rizal et le 4 cents  rouge au portrait du président William McKinley, sous le mandat duquel Guam et les Philippines sont annexées par les États-Unis.
En juin 1930, deux timbres sont créés pour ce service reprenant les armoiries de Guam. Ces un et deux cents sont bicolores noir et rouge, dentelés 11 et non gommé.
Cependant, en août et décembre de la même année, des timbres philippins sont de nouveau utilisés avec une surcharge utilisant une autre typographie qu'en avril. Ce sont encore les 2 et 4 cents, rejoints en décembre par le 6 cents violet « Magellan », le 8 cents brun « López de Legazpi » (explorateur des îles Mariannes et Philippines) et le 10 cents bleu « Henry Ware Lawton », général tué pendant l'insurrection philippine.
Ce service disparaît le 8 avril 1931 quand l'administration postale des États-Unis prend en charge la délivrance du courrier à l'intérieur de l'île.
Cependant, la Guam Guard émet régulièrement des timbres qui servent uniquement à la transmission de courrier entre leurs bureaux, et des entiers postaux de fin d'année. Leur usage est donc limité. Les illustrations reprennent les armoiries de l'île ou des thèmes insulaires : le ravitailleur de sous-marins USS Proteus (AS-19) qui eut à opérer dans les eaux de Guam, les premiers avions des liaisons trans-pacifiques, le portrait de Kimberley Santos, Miss Monde 1980, originaire de l'île.

## L'occupation japonaise
Dès après l'attaque de Pearl Harbor, les forces japonaises conquièrent Guam, le 10 décembre 1941. Y ont désormais cours les timbres philippins dont la légende va changer progressivement. De 1942 à 1943, ils sont surchargés de légende en japonais commémorant la conquête de l'archipel. En 1942, le premier timbre créé pendant l'occupation porte la légende « Philippines » en anglais, puis deux série entièrement en japonais sont émises en 1943.
En 1944, trois timbres portent le nom de la République des Philippines en filipino : « REPUBLIKA NG PILIPINAS ».
Comme pour les périodes précédentes, seule l'oblitération individualise un timbre qui a servi à partir de Guam.
L'île est reprise par l'armée des États-Unis lors de la bataille de Guam, du 21 juillet au 10 août 1944. Les timbres des États-Unis sont à nouveau utilisés.

## Collections spécialisées

### Aérophilatélie et astrophilatélie
À partir d'octobre 1935, Guam devient une des escales que la compagnie Pan American Airways va utiliser pour créer des lignes trans-pacifiques entre l'Amérique du Nord et l'Asie. Jusqu'aux années 1970, elle apparaît dans la collection aérophilatélique.
Dès le premier vol d'essai d'un hydravion depuis San Francisco en passant par Honolulu et Midway, des lettres sont confiées aux pilotes et reçoivent, en plus des marques postales d'oblitération, des cachets commémoratifs (un pour l'aller, un pour le retour). Le mois suivant, passe par Guam, le premier vol San Francisco-Manille effectué avec courrier par le Martin M-130 baptisé China Clipper. Avant la Seconde Guerre mondiale, puis après-guerre jusqu'aux années 1970, chaque nouveau service aérien vers des villes d'Asie connaît des cachets commémoratifs et entame un trafic postal qui passe en partie par l'escale de Guam.
La collection astrophilatélique de Guam existe également : dans les années 1960 et 1970, à partir du programme Apollo, une station de guidage (NASA Guam Tracking Station) justifie des lettres-souvenirs lors des lancements d'engins spatiaux.

### Marcophilie maritime
Ayant utilisé des timbres des Philippines espagnoles ou des États-Unis, Guam se collectionne principalement d'après l'oblitération visible sur le timbre ou la lettre.
Cette oblitération peut apparaître sur des courriers postés à bord d'un navire, et que l'équipage confie aux services postaux du port d'escale.
Base et port militaire des États-Unis et île attirant des paquebots empruntés par des touristes japonais, Guam voit ses services postaux avoir la charge du courrier posté à bord des navires qui y font escale. L'oblitération de Guam apparaît donc sur des courriers de marins de l'US Navy dont le navire fait escale à Guam, et même sur des timbres d'autres pays que les États-Unis dans le cas des lettres postées à bord d'un paquebot.

## Tableau-résumé
Ce tableau résume les principales périodes de l'histoire philatélique et postale de Guam, qui se distinguent notamment par le pays d'émission, la mention sur le timbre et la monnaie.
| Année                                              | Timbres utilisés                                                        |
| -------------------------------------------------- | ----------------------------------------------------------------------- |
| ?-1899                                             | Philippines Filipinas                                                   |
| 1899-1901                                          | États-Unis surchargés « GUAM »                                          |
| 1901-1941                                          | États-Unis US ou United States                                          |
| 1941-1944                                          | Occupation japonaise des Philippines                                    |
| Depuis 1944                                        | États-Unis US ou United States                                          |
| Poste locale                                       |                                                                         |
| Avril 1930-avril 1931                              | Philippines Islands United States of America surchargés Guam Guard Mail |
| Juillet 1930                                       | Guam Guard Mail                                                         |
| Avril 1931 : activité reprise par l'US Post Office |                                                                         |
| Légende                                            |                                                                         |
| italique                                           | mention exacte                                                          |

### Sources de l'article

#### Catalogueset usuels
- Michel. Nord-und Mittelamerika, Schwaneberger Verlag, 2000, pages 931-934 (timbres des États-Unis de 1894 à 1900) et 1053, 1059, 1063, 1068 et 1077 (feuillets du cinquantenaire de la Seconde Guerre mondiale).
- Catalogue de timbres-poste, tome 3, Outre-mer, Yvert et Tellier, 1961 :
  - pages 522-523 : timbres des États-Unis de 1890 à 1899,
  - pages 626-627 : Guam, dont la poste locale de 1930-1931 (avec les mois d'émission),
  - pages 1140-1141 timbres des Philippines des années 1870 à 1890,
  - page 1142 : timbres des Philippines de 1906-1914,
  - pages 1156-1158 : timbres de l'occupation japonaise des Philippines (1942-1944).
- « Guam » et « Mariannes », dans Jacques Delafosse, Dictionnaire des émissions philatéliques, éd. Timbropresse, 2004  (ISBN 2-9081-0110-6), respectivement pages 65 et 96.

#### Articles
- Rick Miller, « U.S. collection going nowhere? Try possessions », article publié sur le site de l'hebdomadaire philatélie Linn's Stamp News, 25 avril 2005, version internet (page consultée le 30 juillet 2007). La partie sur Guam développe l'histoire de la poste locale.
- P.J.M., « Guam, île-clef de l'aérophilatélie trans-Pacifique », article publié dans Timbres magazine no 81, juillet-août 2007, pages 68–73. L'article comprend un résumé de l'histoire philatélique de l'île et développe l'historique des oblitérations aérophilatéliques.